# Симеон (Станкович)
Епи́скоп Симео́н Ста́нкович (серб. Епископ Симеон Станковић; 4/16 октября 1886, Лежимир, Срем — 30 января 1960, Шабац) — епископ Сербской православной церкви, епископ Шабацко-Валевский.

## Биография
Обучался в гимназии в Сремской Митровице, а затем в Сремских Карловцах, которую окончил с отличием в 1908 году.
В 1914 году окончил Богословский факультет Черновицкого университета со степенью доктора богословия. Изучал философию в университетах Вены и Загреба.
Вернувшись в Сербию, стал преподавателем гимназии в Сремской Митровице и Белграде, к также Духовной семинарии в Сремских Карловцах.
27 октября 1919 года во фрушскогорском монастыре Мала-Ремета игуменом Корнилием (Зубовичем) был пострижен в монашество. 9 ноября 1919 года был рукоположён в сан иеродиакона, а на вербное воскресенье 1920 года в Белградской соборной церкви рукоположён в сан иеромонаха.
В 1922 году был избран и поставлен доцентом доцентом на кафедре Священного Писания Ветхого Завета Православного богословском факультете Белградского университета, а затем перешёл на кафедру за нравственного богословия (христианской этики). В 1927 году избран экстраординарным профессором на той же кафедре и работал на ней до своего избрания епископом.
2 октября 1931 године избран епископом Захумско-Герцеговачким. Его хиротония состоялась 31 января 1932 года в Белградской соборной церкви.
19 апреля 1934 года с согласия епископа Симеона он был назначен епископом Шабацким.
Как епископ Шабацко-Валевский особенно заботился о подготовке молодых кандидатов в священство, особенно после Второй мировой войны. За время его управления кафедрой в епархии было построено около сорока новых приходских храмов.
Всю жизнь не оставлял научных трудов. Написал труд о Штросмайере, который не вышел при его жизни.
Скончался 30 января 1960 года в Шабаце. Похоронен в епископской гробнице.